# Jarno Gmelich Meijling
Jarno Gmelich Meijling (9 september 1993) is een Nederlands voormalig wielrenner die sinds 2023 assistent-ploegleider is bij het Allinq Continental Cyclingteam.

## Overwinningen
2010
1e etappe Mainfranken-tour
2014
1e etappe Ronde van Slowakije (ploegentijdrit)
1e etappe Ronde van Tsjechië (ploegentijdrit)
2016
4e etappe Ronde van Alentejo
2017
Ronde van Limburg (Nederland)

## Ploegen
- 2008 –  Van Vliet EBH Elshof
- 2009 –  Van Vliet EBH Elshof
- 2010 –  Cyclingteam Jo Piels
- 2011 –  Cyclingteam Jo Piels
- 2014 –  Metec-TKH Continental Cyclingteam
- 2015 –  Metec-TKH Continental Cyclingteam p/b Mantel
- 2016 –  Metec TKH Continental Cyclingteam p/b Mantel
- 2017 –  Metec-TKH Continental Cyclingteam p/b Mantel
- 2018 –  Metec-TKH Continental Cyclingteam p/b Mantel
- 2020 –  Wielervereniging De IJsselstreek
- 2021 –  Allinq - Krush - Wielervereniging De IJsselstreek
- 2022 –  Monda Vakantieparken - Wielervereniging De IJsselstreek

Ariesen · van Bakel · van den Berg · Bouwmans · Dekker · Eising · Gmelich Meijling · Hamelink · van der Horst · de Kleijn · Krul · de Laat · de Lange · Lindenburg · Nieuwpoort · van der Tuuk